# Balkh
Balkh (en dari : بلخ), l'antique Bactres, est une ville du nord de l'Afghanistan située dans la province de Balkh, sur la rivière Balkh-Ab, à environ 100 km de la frontière avec le Turkménistan et 50 de celles de l'Ouzbékistan et du Tadjikistan. En raison de son brillant passé, et du rôle politique et intellectuel qu'elle a joué au fil des siècles, elle est inscrite sur la liste indicative du patrimoine mondial de l'UNESCO.

## Légendes et histoire

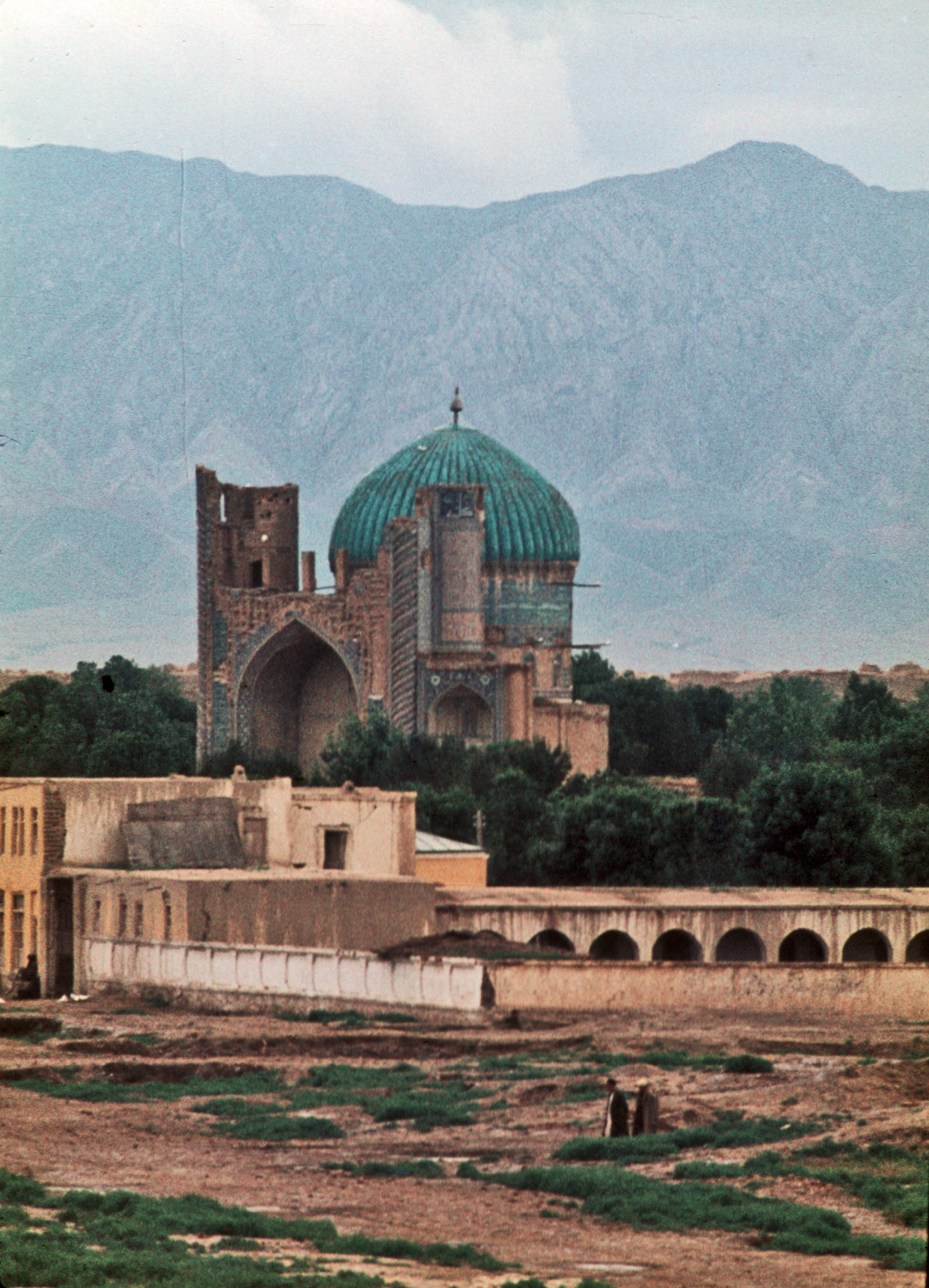
Mosquée de Balkh, vue de loin.

Une légende assure qu'un roi perse, appelé Kyamour, ou Keytaous, régnant sur l'Irak, aurait édifié une tour gigantesque (sans doute la tour de Babel) destinée à défier le Tout-Puissant. Celui-ci, magnanime, aurait simplement emprisonné le monarque pendant une minute. Libéré par le non moins légendaire Rostam, ce Kyamour ou Keytaous, volontairement exilé vers l'est, y aurait fondé la cité de Balkh.
Après avoir envahi le Khorassan dans la seconde moitié du VIIe siècle), puis l'avoir  islamisé durant les deux  siècles suivants, les Arabes ont donné à Balkh — la « Bactres » des Achéménides et des Grecs —  le surnom d' Oum al-Balâd, « la mère des cités. »
Le pèlerin chinois Hiouen-Thsang (Xuanzang), voyageant dans la première moitié du VIIe siècle, écrit qu'il existait à Balkh, ou dans ses proches environs, une centaine de monastères bouddhistes avec 3 000 moines. Le plus important de ces monastères aurait été situé à Nau Bahâr (« la ville nouvelle » en dari). Au-delà de Balkh, sur la route d'Aqtcha, deux éminences, appelées Tepe Rostam (« la colline de Rostam ») et Takht-e Rostam (« le trône de Rostam »), ne sont autres que les vestiges de ce monastère. Des fouilles archéologiques sont en cours.
Balkh fut le berceau de la famille des Barmécides, descendants du supérieur de ce monastère bouddhiste (c'est le sens du mot sanskrit paramaka), qui furent des vizirs au service des Abbassides et connurent une fin brutale sous le règne d'Hâroun al-Rachîd (766-809) en raison de la puissance qu'ils avaient acquise, qui menaçait le califat orthodoxe. Le vizir Dja`far ben Yahyâ, familier du calife, qui apparaît à ses côtés dans  Les Mille et Une Nuits, fit partie des personnes exécutées.
La ville a été entièrement détruite lors de l'invasion des Mongols de Gengis Khan en 1221.
À l'époque timouride (XVe siècle), la cité de Balkh s'était relevée de ses ruines. Elle disposait d'une puissante ceinture de murailles, longue de plus de dix kilomètres, dont il subsiste seulement des vestiges parfois informes. Au centre de la ville, on peut voir les restes de la citadelle, la madrassa Sayyed Subhân Quli Khân, dont les origines se situent au XVIIe siècle, ainsi que la mosquée Kwâdjah Abou Nasr Pârsa, en cours de restauration.
Du XVIe siècle au XIXe siècle, Balkh est la capitale du Khanat ouzbek de Balkh.
Balkh vit aussi naître le mystique et poète Djelâl ad-Dîn Rûmi (1207-1273), qui s'enfuit avec sa famille devant la fureur mongole de 1220-1222 et s'installa en Anatolie (actuelle Turquie), à Konya (ancienne Iconium), où il fonda la confrérie des maulawis (mevlevi en turc) ou « derviches tourneurs ».

## Personnalités liées à la commune
- Muhammad ibn Ahmad al-Khwarizmi (Xe siècle), encyclopédiste, auteur du Mafâtih al-'Olum est natif de la commune.
- Djalâl ad-Dîn Rûmî ou Roumi (1207-1273), mystique persan qui a profondément influencé le soufisme est né à Balkh.
- Salima Mazari (1980-) a été gouverneure à Balkh de 2018 à 2021, avant sa capture par les talibans le 18 août 2021[5].